# Fritz Sauber
Fritz Sauber (* 20. August 1884 in Friedrichsgmünd; † 24. April 1949 in Frankfurt am Main) war ein deutscher Politiker (SPD, USPD, KPD).

## Leben
Sauber war von Beruf Gastwirtsgehilfe und Kellner und trat 1907 in die SPD und die Gewerkschaft ein. Dort engagierte er sich und wurde 1911 Geschäftsführer des Gastwirtsgehilfenverbands in Nürnberg, später war er auch in München und Frankfurt am Main tätig. Als Soldat nahm er am Ersten Weltkrieg teil. Im Jahr 1917 wechselte er zur USPD. Bis zum Dezember 1918 war er Erster Vorsitzender des Münchener Soldatenrats, wo er Erster Vorsitzender des Vollzugsausschusses des bayrischen Landessoldatenrats wurde. Als deren Vertreter war er von 1918 bis 1919 Mitglied des provisorischen Nationalrats Bayern.
Im Dezember 1918 wurde Sauber als Delegierter zum 1. Reichsrätekongress in Berlin geschickt. Zwischen dem 21. Februar 1919 und dem 7. März 1919 war Sauber Mitglied des Zentralrats als Vertreter der Soldatenräte und Mitglied des Aktionsausschusses des Rätekongresses als Vertreter des Landessoldatenrats. Aufgrund seines aktiven Eintretens für die Räterepublik wurde er zu zwölf Jahren Festungshaft verurteilt. Trotz seiner Inhaftierung in Niederschönenfeld kandidierte er im Jahr 1920 erfolgreich für den Bayerischen Landtag, dem er bis 1924 als Abgeordneter zunächst für die USPD und ab dem 16. Dezember 1920 für die VKPD angehörte. Wegen einer Amnestierung im Jahr 1925 wurde er in dem Jahr aus der Haft entlassen.
Nach der Entlassung war Sauber ab 1925 als Gewerkschaftssekretär in Frankfurt am Main tätig. Im Jahr 1933 floh er ins Saarland, von wo aus er im Juli 1935 nach Frankreich zog. Dort wurde er verhaftet und an die Geheime Staatspolizei ausgeliefert und zu lebenslangem Zuchthaus verurteilt. Im Jahr 1945 wurde er, bereits schwer krank, aus dem KZ Dachau befreit. Nach 1945 war er am Aufbau der KPD in Fürth beteiligt. Danach war er noch für die Vereinigung der Verfolgten des Naziregimes in Frankfurt am Main tätig, wo er 1949 an den Folgen der Inhaftierung verstarb.